# Gompholobium tomentosum
Gompholobium tomentosum är en ärtväxtart som beskrevs av Jacques-Julien Houtou de La Billardière. Gompholobium tomentosum ingår i släktet Gompholobium och familjen ärtväxter. Inga underarter finns listade i Catalogue of Life.